# Нестакка (река)
Нестакка (англ. Nestucca River) — река на северо-западе штата Орегон, США. Длина составляет около 80 км.
Берёт начало в горах на западе округа Ямхилл. Течёт преимущественно в западном и юго-западном направлениях. Протекает через города Бивер, Хибо и Кловердейл, а также через территорию национального леса Сюслау. Впадает в северную часть залива Нестакка Тихого океана к северу от города Пасифик-Сити. В южную часть залива впадает река Литл-Нестакка.
Река Нестакка является основным источником воды для города Мак-Минвилл.